# Colaspis championi
Colaspis championi är en skalbaggsart som beskrevs av Martin Jacoby 1881. Colaspis championi ingår i släktet Colaspis och familjen bladbaggar. Inga underarter finns listade i Catalogue of Life.